# 阿克斯胡斯城堡
阿克斯胡斯城堡（挪威語：Akershus Festning）是位于挪威首都奥斯陆的一座中世纪城堡。它的主要用途是保卫奥斯陆，但同时也是一座监狱。

## 外部連結
维基共享资源上的相關多媒體資源：阿克斯胡斯城堡
- Map and explanations Norwegian Defence Estates Agency （英語）
- Akershus Fortress on www.visitnorway.com （页面存档备份，存于） （英語）